# Roslagen

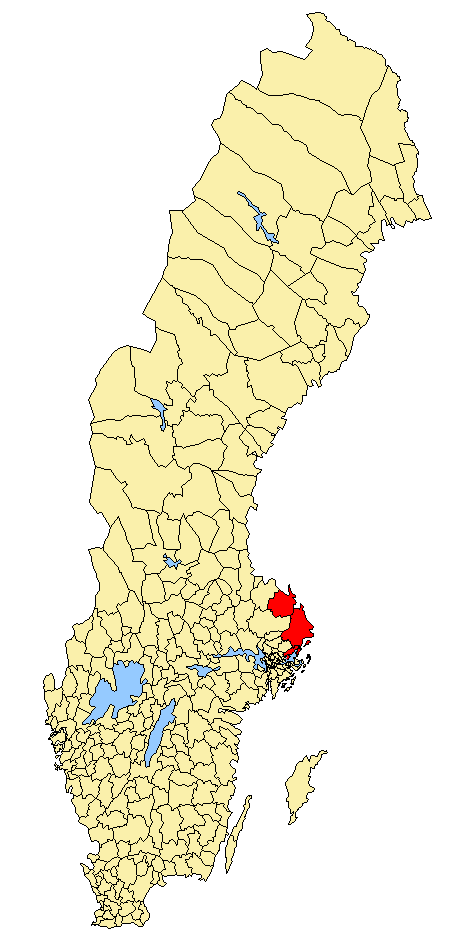
Roslagen laut der eng gefassten Definition mit den Gemeinden Norrtälje, Österåker, Östhammar und Vaxholm (rot hervorgehoben).

Roslagen ist heute die Bezeichnung für eine Region an der Küste der historischen schwedischen Provinz Uppland. Sie umfasst an der Ostsee gelegene Festlandabschnitte und die vorgelagerten Inseln (Schären).
Eine eindeutige Definition für die Grenzen der Region gibt es nicht. Laut weitgefassten Beschreibungen reicht Roslagen von Danderyd im Süden bis Östhammar im Norden. Eine Vielzahl von Personen begrenzt die Region auf die Gemeinden Vaxholm, Österåker, Norrtälje und Östhammar. Weiterhin erheben die Gemeinden Danderyd, Lidingö, Täby und Vallentuna Anspruch darauf, ein Teil von Roslagen zu sein, da sie der früheren Thingordnung „Södra Roslags domsaga“ angehörten.
Die Bezeichnung Roslagen entwickelte sich im 15. Jahrhundert aus dem altschwedischen Begriffen Roden und Skeppslag. Roden war der Name für die Regionen im Land der Svear, die bei Kriegshandlungen Ruderer bereitstellen musste. Dies bezog sich nicht nur auf die heutige Region Roslagen, sondern auch auf andere schwedische Gebiete wie Södermanland und Küste von Östergötland. Skeppslag war die örtliche Entsprechung des Begriffs Harde. Der Verwaltungsbezirk, welcher ein Skeppslag bildete, war verantwortlich für die Ausrüstung eines Schiffes mit Mannschaft (meist 25 Personen) samt Waffen und Proviant.